# خورشیدگرفتگی ۱۹ مارس ۲۰۷۲
خورشیدگرفتگی ۱۹ مارس ۲۰۷۲ (به انگلیسی: Solar eclipse of March 19, 2072) یک خورشیدگرفتگی از نوع خورشیدگرفتگی جزئی است. این خورشیدگرفتگی در تاریخ ۱۹ مارس ۲۰۷۲ میلادی (‎۲۹ اسفند ۱۴۵۰ خورشیدی) روی خواهد داد که زمان اوج آن، ساعت ۲۰:۱۰:۳۱ به‌وقت ساعت هماهنگ جهانی است.